# Feldgrau

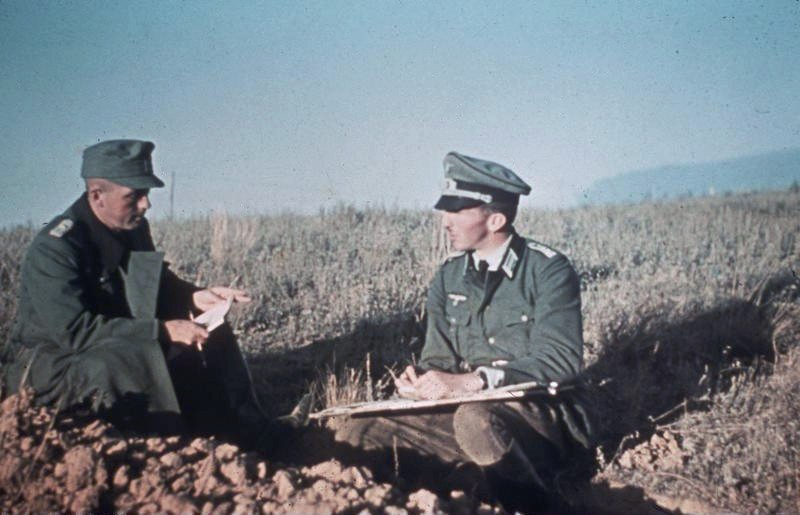
Feldgrau van de Wehrmacht (Stalingrad 1942)

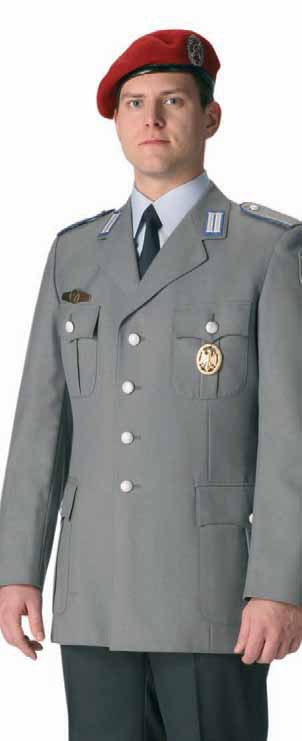
Uniform in Hellgrau (Duitse Bundeswehr)

Feldgrau (Nederlands: veldgrijs) is een groen-grijsachtige kleur. Het was de officiële basiskleur van militaire uniformen van de Duitse strijdkrachten van het begin van de 20e eeuw tot 1945 (West-Duitsland) of 1989 (Oost-Duitsland). Strijdkrachten van andere landen gebruikten ook verschillende tinten van die kleur. Feldgrau werd gebruikt om te verwijzen naar de legers van Duitsland, eerst het keizerlijke Duitse leger en later het Heer (grondtroepen) van de Reichswehr en de Wehrmacht.

## Variaties
In de Eerste Wereldoorlog was de kleur feldgrau licht grijsgroen, hoewel er verschillende variaties in de kleurtoon varieerden van grijs tot bruin. Het was een van de eerste gestandaardiseerde uniformkleuren geschikt voor het tijdperk van rookloos buskruit .
Feldgrau wordt vaak gebruikt om te verwijzen naar de kleur van Duitse legeruniformen tijdens de Tweede Wereldoorlog. Het werd ook gebruikt door het Oost-Duitse Nationale Volksleger, onder de beschrijving steingrau (steengrijs). Feldgrau werd ook in overeenstemming met het Duitse patroon in het Oostenrijkse Bundesheer geïntroduceerd.

## Geschiedenis
In 1910 werd het zogenoemde veld-grijze vredesuniform (feldgraue Friedensuniform), met gekleurde manchetten, facings, schouderbanden en gorgets uitgegeven bij decreet in Pruisen, gevolgd door de niet-Pruisische contingenten van de andere Duitse staten en ten slotte door het Beierse leger in april 1916. Vroeger droegen de meeste infanterieregimenten in het Duitse keizerlijke leger Pruisische blauwe tunieken, hoewel Beierse eenheden lichtblauw en jägers donkergroen hadden. Cavalerie-uniformen hadden een breed scala aan kleuren. Tot het uitbreken van de oorlog in augustus 1914 werden de traditionele felgekleurde uniformen van het Deutsches Heer nog steeds gedragen als parade- en off-duty-kleding. Barakkenjurk was normaal een gebroken witte vermoeidheidskleding en het in 1910 geïntroduceerde veldgrijze uniform was in het algemeen gereserveerd voor manoeuvres en veldtraining.
In navolging van het Duitse voorbeeld, kozen andere landen feldgrau in lichtgrijze of grijsgroene tinten als de basiskleur voor service-uniformen. Voorbeelden waren Portugal (1910), Italië (1910) en Zweden (1923).

## Andere landen vandaag de dag

### Oostenrijk

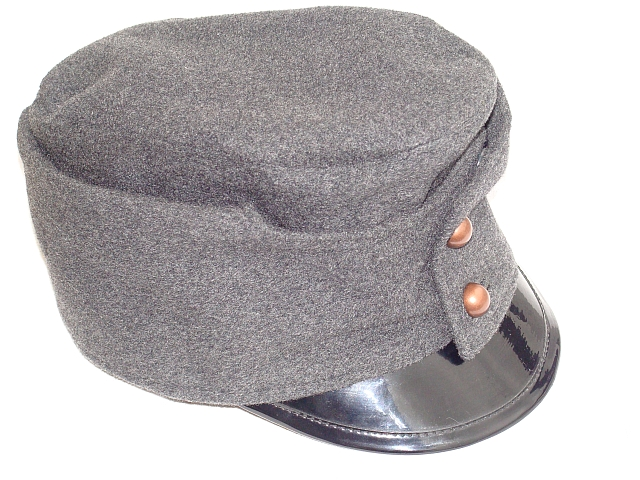
Oostenrijkse dienstmuts in Hechtgrau (snoekgrijs)

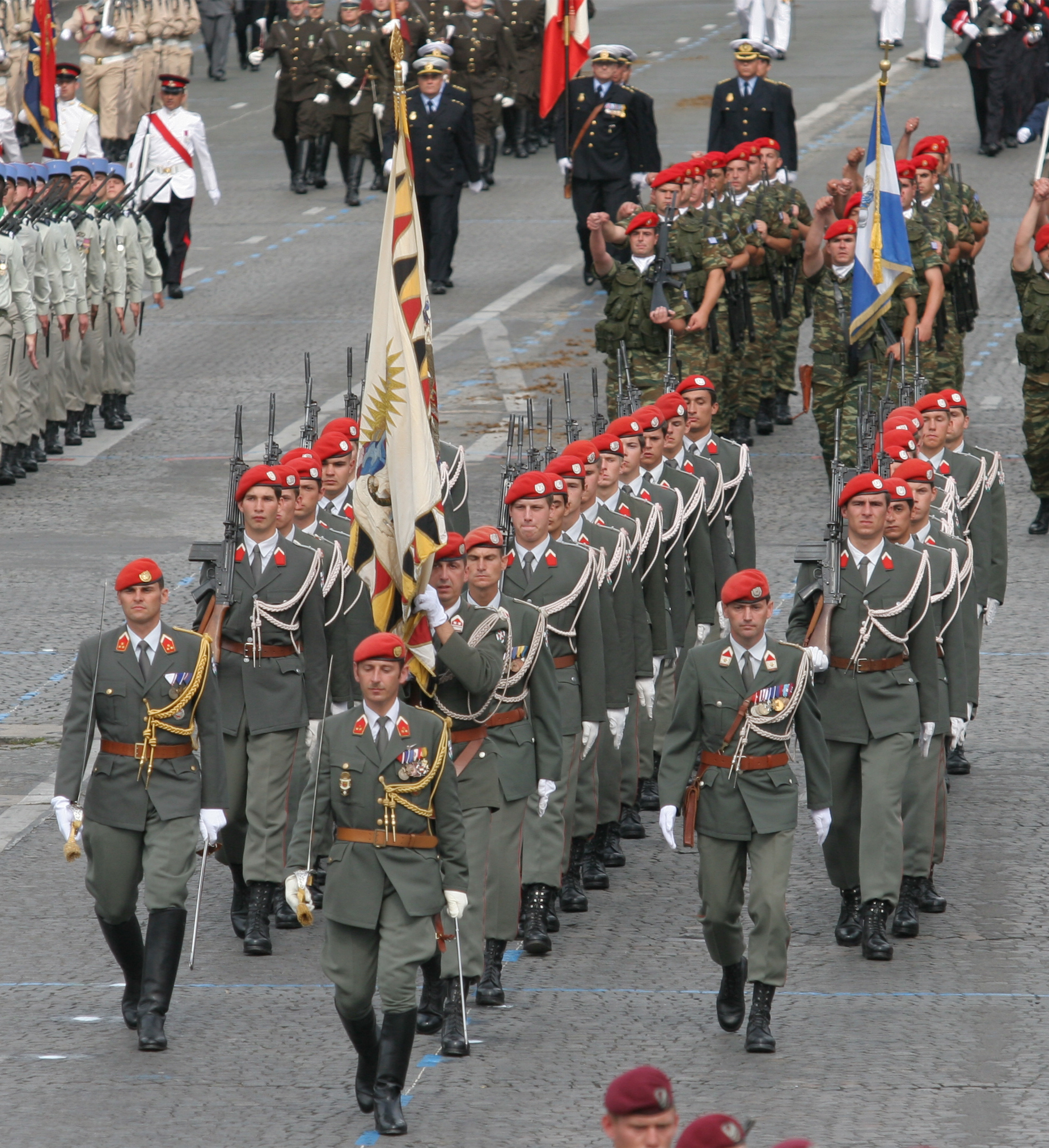
Oostenrijkse uniformkleur

Het in 1909 Oostenrijks-Hongaarse leger nam snoek-grijs (Hechtgrau) als de kleur van het fieldserviceuniform van de infanterie, artillerie, ingenieurs en transporteenheden. Voorheen was het gereserveerd voor regimes van Jaeger en Landwehr. Na het uitbreken van de Eerste Wereldoorlog bleek de lichtblauw-grijze tint van Hechtgrau niet geschikt om campagne te voeren in Europa en vanaf 1915 werd het door het grijsgroene feldgrau vervangen.
Met de vorming van de strijdkrachten van de Oostenrijkse 1e Federatie in 1929 was er een nauwe oriëntatie op Duitsland. Bijvoorbeeld het feldgrau-uniform (met enkele camouflagefuncties) en de corps-kleuren van ranginsignes overgenomen. Er waren echter ook iets andere grijstinten mogelijk.
Tegenwoordig wordt de textielkleur van de strijdkrachten van de Oostenrijkse 2e Federatie, volgens nationale tradities, feldgrau (ook braungrau [en: bruin-grijs] - uniformjassen) en steingrau (ook steingrau-oliv (steen-grijs-olijf)) genoemd, of meer populair NATO-oliv (NATO-olijf) uniformbroeken).

### Chili
Het Chileense leger draagt ook een volledig uniform in feldgrau.

### Finland
Het huidige kledinguniform van het Finse leger (M/ 83) is een grijs uniform met een patroon naar het Duitse uniform uit 1944. Het Finse leger heeft sinds de oprichting in 1918 grijze uniformen gebruikt. M/ 83 en zijn even grijze voorgangers werden tot de jaren tachtig gebruikt als het uniform van de dienst, met camouflage (M /62) alleen in het velduniform. Tegenwoordig is het gemeenschappelijke dienstuniform een camouflage-uniform (M/ 62, M/91 of M/05).

### Zweden
De Zweedse strijdkrachten gebruikten een zeer vergelijkbare kleur voor infanterie-uniformen, bijvoorbeeld de grijze m/39 en later grijsgroen net als de Duitsers. Het laatste uniform dat de kleur gebruikte was het wollen m/58 winteruniform.